# Edith Maryon

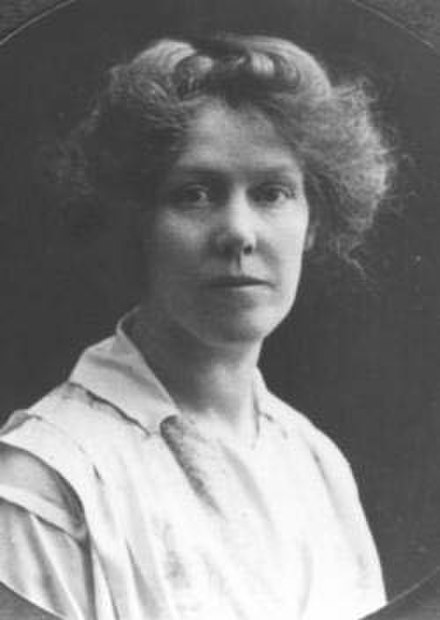
Edith Maryon

Edith Louisa Maryon (* 9. Februar 1872 in London; † 2. Mai 1924 in Dornach/Schweiz) war eine englische Bildhauerin. Sie gehörte, neben Marie von Sivers und  Ita Wegman, zum innersten Kreis um den Begründer der Anthroposophie, Rudolf Steiner.

## Leben und Werk
Edith Maryon wuchs als zweites von sechs Kindern des wohlhabenden Schneidermeisters John Simeon Maryon und seiner Frau Louisa Church im Zentrum von London auf. Sie besuchte eine Mädchenschule, später ein Internat im schweizerischen Genf. In den 1890er Jahren studierte sie in London Bildhauerei an der Central School of Design, ab 1896 am Royal College of Arts, welches sie 1904 zum „Associate“ ernannte. Sie trat mit vollplastischen Porträts an die Öffentlichkeit und schuf Reliefs in einem klassisch inspirierten, traditionalistischen Stil.
1909 wurde sie in eine Nachfolgeorganisation des Hermetic Order of the Golden Dawn, den von Robert Felkin geleiteten Orden Stella Matutina, aufgenommen. Durch seine Vermittlung wurde sie mit Rudolf Steiner bekannt gemacht. Es folgten erste persönliche Begegnungen mit Steiner in Berlin und Den Haag.
1913 übersiedelte sie vorübergehend nach Deutschland, zuerst nach München, dann nach Berlin. Seit dem Sommer 1914 lebte und arbeitete sie schließlich ganz in Dornach, wo sie am Bau des ersten Goetheanums mitwirkte. Mit Steiner war sie maßgeblich für den Entwurf der bekannten Großplastik Der Menschheitsrepräsentant zwischen Luzifer und Ahriman sowie farbig gefasster Eurythmiefiguren-Skulpturen verantwortlich, die sie auch in Holz ausführte. Diese Werke stehen stilistisch dem Expressionismus nahe. Während von vielen Seiten die baldige Aufstellung des Menschheitsrepräsentanten gefordert wurde, trat Maryon jeglicher Eile entgegen. Aus diesem Grund wurde die Arbeit nicht beim Brand des ersten Goetheanums Silvester 1922/23 zerstört und ist noch heute im zweiten Goetheanum ausgestellt.
Als in der Schweiz Wohnungsnot herrschte, entwarf Maryon – zusammen mit Paul Bay – führt sie von 1920 bis 1925 mehrere Bauten nach Entwürfen Rudolf Steiners aus. So die Eurythmie-Wohnhäuser (ehemals Engländerhäuser), das Haus de Jaager, das Haus Haldeck und die «alte» Kantine (das ehemalige Unterkunftshaus).
Maryon stand vor allem in ihren letzten Lebensjahren in persönlichem und brieflichem Kontakt mit ihrem Lehrer Steiner. Er vertraute ihr auf eine geschwisterliche Art sehr vieles an und widmete ihr manche seiner Texte. Bei der Arbeit im Bildhaueratelier um 1916 rettete sie ihn einmal vor einem schweren Sturz. 1923 erkrankte Maryon schwer. Noch Ende des Jahres wurde sie, ohne das Amt ausüben zu können, zur Leiterin der Sektion für Bildende Künste am Goetheanum berufen und starb im Jahr darauf an den Folgen einer Tuberkulose.
Die Stiftung Edith Maryon wurde 1990 im Gedenken an ihr Engagement für den sozialen Wohnungsbau gegründet.